# Diane O’Grady
Diane Carolyn O’Grady (ur. 23 listopada 1967 w North Bay) – kanadyjska wioślarka, brązowa medalistka olimpijska z Atlanty.
Zawody w 1996 były jej jedynymi igrzyskami olimpijskimi. Zajęła trzecie miejsce w czwórce podwójnej. Wspólnie z nią płynęły Kathleen Heddle, Marnie McBean i Laryssa Biesenthal. Zdobyła srebro mistrzostw świata w 1995 w tej samej konkurencji. W 1995 zdobyła złoto igrzysk panamerykańskich.